# 延命寺 (大府市)

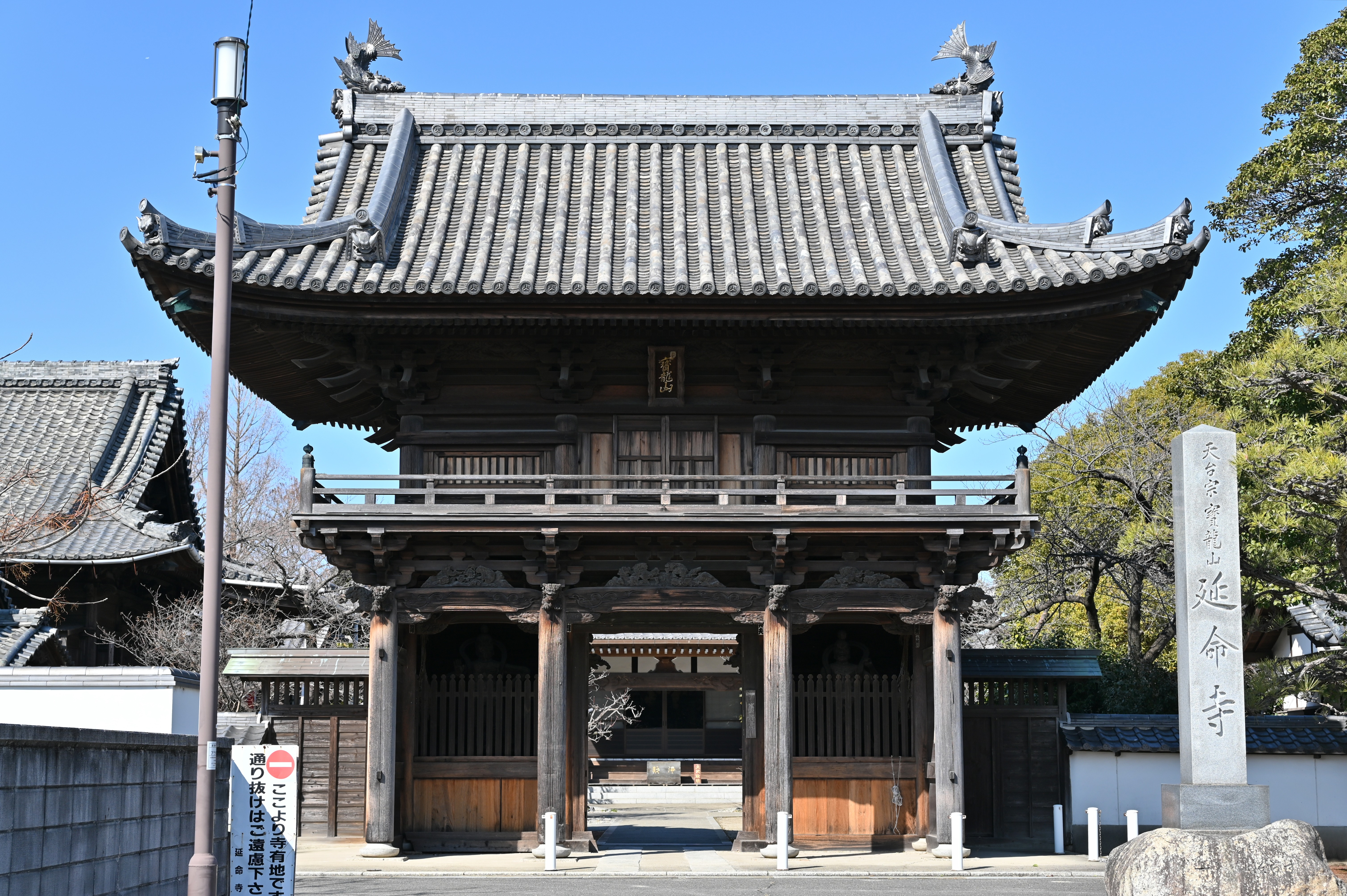
文殊楼門

延命寺（えんめいじ）は、愛知県大府市にある天台宗の寺院。山号は宝龍山。本尊は延命地蔵菩薩。

## 歴史
鎌倉時代に盛祐によって創建された。かつては七堂伽藍を備えた大規模な寺院であったとされるが、応仁の乱により焼失し、比叡山延暦寺の慶済法印が再興した。その後、緒川城主である水野家の出身である真慶が水野家より寄進を受けて基盤を整える。江戸時代には、尾張藩より20石余の黒印の安堵を受けた。なお、山号の宝龍山とは1533年（天文2年）に後奈良天皇より賜ったものである。
愛知県指定文化財のほか、大府市指定文化財を数多く所蔵する。

## 御詠歌
- 「心して　詣れ其の名も　延命寺　地蔵の利益　疑ひもなし」

## 文化財

### 県指定文化財
- 刺繍普賢菩薩

### 市指定文化財
- 紙本墨書大般若経
- 文殊楼門
- 絹本両界曼荼羅
- 絹本十王図
- 絹本仏眼仏母曼荼羅
- 絹本般若十六善神図
- 絹本花鳥図
- 絹本布袋芦雁図
- 延命寺文書・寄進状
- 木造阿弥陀如来坐像
- 勅額 附 口宣案一通
- 紺紙金泥大般若経
- 絹本法華曼荼羅図

## 所在地
- 愛知県大府市大東町1丁目279

## 交通アクセス
- JR東海道本線・武豊線 大府駅から徒歩で約20分。